# Giannina Arangi-Lombardi
Giannina Arangi-Lombardi (née le 20 juin 1891 à Marigliano, dans la province de Naples, et morte le 9 juillet 1951 à Milan) était une soprano italienne.

## Biographie
Arangi-Lombardi étudie à Naples avec Beniamino Carelli, et débute à Rome en 1920, comme mezzo-soprano dont elle chante le répertoire pendant trois ans, puis entreprend de nouvelles études avec Adelina Stehle et Tina Poli-Randaccio, et reprend sa carrière comme soprano. C'est ainsi que dans Aida de Verdi, elle débutera en chantant Amneris, avant de devenir une des interprètes les plus remarquables et accomplies du rôle-titre.
Elle chante alors à La Scala de Milan de 1924 à 1930, débute en Elena dans Mefistofele de Boito, sous la direction de Arturo Toscanini, puis interprète tous les grands rôles de soprano dramatique (La Vestale, Norma, Lucrezia, Aida, Gioconda, etc). Elle crée en Italie le rôle d'Ariane dans Ariadne auf Naxos de Richard Strauss.
Elle a chanté dans la plupart des grands théâtres d'Europe et d'Amérique du Sud, et fut choisie par Nellie Melba pour sa tournée d'adieux en Australie en 1928.
Elle se retire en pleine gloire et enseigne au Conservatoire Giuseppe Verdi de Milan de 1938 à 1947, puis à Ankara jusqu'à la veille de sa mort, comptant parmi ses élèves Leyla Gencer.
Arangi-Lombardi appliqua une technique de bel canto à une grande et belle voix, de façon rare à son époque, où le vérisme dominait.
Elle a laissé quelques enregistrements, notamment une des premières intégrales de Aida (enregistrée en 1928 pour la Columbia à la Scala de Milan, sous la direction de Lorenzo Molajoli) et la première de La Gioconda (enregistrement de 1931, également à la Scala, sous la direction de Molajoli, avec Ebe Stignani). Ce qui frappe dans son incarnation de Aida, « c'est la précision quasi instrumentale de l'émission, le contrôle de la moindre nuance, la fusion absolue du texte et de la phrase musicale qui se passe de la moindre intention démonstrative. » 
Au sujet des rôles qu'elle aura le plus marqués, comme Aida, la Léonore du Trouvère, la Gioconda, le critique musical André Tubeuf évoque « une pureté classique de ligne, un phrasé de musicienne, une émotion que leur déniaient les véristes de l'époque. [...] En couleur, en liberté de l'aigu, en fini classique de l'exécution, sûrement le plus grand soprano italien de l'entre-deux-guerres. La seule, sûrement, à avoir maintenu une tradition qui se mourait. ».

## Sources
- Harold Rosenthal, John Warrack, Roland Mancini et Jean-Jacques Rouveroux, Guide de l'opéra, Paris, Fayard, coll. « Les indispensables de la musique », 1995, 968 p. (ISBN 978-2-213-59567-2)
- L'Univers de l'opéra. Œuvres, scènes, compositeurs, interprètes, sous la direction de Bertrand Dermoncourt, Paris, Robert Laffont, coll. « Bouquins », 2012
- Tout Verdi, sous la direction de Bertrand Dermoncourt, Paris, Robert Laffont, coll. « Bouquins », 2013